# Hebeloma pseudoamarescens
Hebeloma pseudoamarescens là một loài nấm ở Hymenogastraceae.